# Ampelfackelsläktet

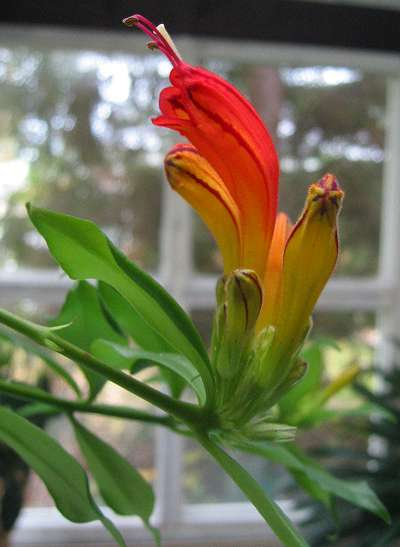
Ampelfackla (A. speciosus)

Ampelfackelsläktet (Aeschynanthus) är ett växtsläkte i familjen gloxiniaväxter med cirka 140 arter från Asien och Stilla havets öar. 
Släktet består av städsegröna, fleråriga örter eller buskar. De växer ofta som epifyter och har ofta hängande stammar. Bladen är enkla och vanligen motsatta eller sitter tre i krans. Blomställningen är flocklik. fodret är femflikigt med vanligen likstora flikar. kronan är orange till röd, eller mer sällan grön, gul eller vit, den är zygomorfisk, rörlik till trattlik, ofta krökt med ett litet tvåläppigt bräm. ståndarna är fyra och vanligen utskjutande. Frukten är en kapsel med 1-50 frön.
Några arter odlas som krukväxter, däribland ampelfackla (A. speciosus), brandfackla (A. evrardii, synonym till A. fulgens), dvärgfackla (A. hildebrandtii, synonym till A. andersonii), eldfackla (A. radicans), färgfackla (A. tricolor), praktfackla (A. × splendidus) och purpurfackla (A. marmoratus, synonym till A. longicaulis).

## Dottertaxa tillAeschynanthus, i alfabetisk ordning[5]
- Aeschynanthus acuminatissimus
- Aeschynanthus acuminatus
- Aeschynanthus albidus
- Aeschynanthus amboinensis
- Aeschynanthus amoenus
- Aeschynanthus andersonii
- Aeschynanthus angustifolius
- Aeschynanthus angustioblongus
- Aeschynanthus angustissimus
- Aeschynanthus arctocalyx
- Aeschynanthus arfakensis
- Aeschynanthus argentii
- Aeschynanthus asclepioides
- Aeschynanthus atrorubens
- Aeschynanthus batakiorum
- Aeschynanthus batesii
- Aeschynanthus brachyphyllus
- Aeschynanthus bracteatus
- Aeschynanthus brevicalyx
- Aeschynanthus breviflorus
- Aeschynanthus burttii
- Aeschynanthus buxifolius
- Aeschynanthus calanthus
- Aeschynanthus cambodiensis
- Aeschynanthus cardinalis
- Aeschynanthus caudatus
- Aeschynanthus celebica
- Aeschynanthus ceylanicus
- Aeschynanthus chiritoides
- Aeschynanthus chrysanthus
- Aeschynanthus citrinus
- Aeschynanthus copelandii
- Aeschynanthus cordifolius
- Aeschynanthus crassifolius
- Aeschynanthus cryptanthus
- Aeschynanthus cuernosensis
- Aeschynanthus curtisii
- Aeschynanthus curvicalyx
- Aeschynanthus dasycalyx
- Aeschynanthus dempoensis
- Aeschynanthus dischidioides
- Aeschynanthus dischorensis
- Aeschynanthus ellipticus
- Aeschynanthus elmeri
- Aeschynanthus elongatus
- Aeschynanthus everettianus
- Aeschynanthus fecundus
- Aeschynanthus firmus
- Aeschynanthus flammeus
- Aeschynanthus flavidus
- Aeschynanthus flippancei
- Aeschynanthus forbesii
- Aeschynanthus fruticosus
- Aeschynanthus fulgens
- Aeschynanthus garrettii
- Aeschynanthus geminatus
- Aeschynanthus gesneriflorus
- Aeschynanthus gjellerupii
- Aeschynanthus gracilis
- Aeschynanthus guttatus
- Aeschynanthus hartleyi
- Aeschynanthus hians
- Aeschynanthus hispidus
- Aeschynanthus hookeri
- Aeschynanthus horsfieldii
- Aeschynanthus hoseanus
- Aeschynanthus hosseusii
- Aeschynanthus humilis
- Aeschynanthus impar
- Aeschynanthus intraflavus
- Aeschynanthus irigaensis
- Aeschynanthus janowskyi
- Aeschynanthus jouyi
- Aeschynanthus kermesinus
- Aeschynanthus lancilimbus
- Aeschynanthus lasianthus
- Aeschynanthus lasiocalyx
- Aeschynanthus lepidospermus
- Aeschynanthus leptocladus
- Aeschynanthus leucothamnos
- Aeschynanthus ligustrinus
- Aeschynanthus linearifolius
- Aeschynanthus lineatus
- Aeschynanthus littoralis
- Aeschynanthus lobaticalyx
- Aeschynanthus loheri
- Aeschynanthus longicaulis
- Aeschynanthus longiflorus
- Aeschynanthus macrocalyx
- Aeschynanthus madulidii
- Aeschynanthus magnificus
- Aeschynanthus mannii
- Aeschynanthus marginatus
- Aeschynanthus masoniae
- Aeschynanthus medogensis
- Aeschynanthus membranifolius
- Aeschynanthus mendumiae
- Aeschynanthus mengxingensis
- Aeschynanthus meo
- Aeschynanthus micranthus
- Aeschynanthus microcardia
- Aeschynanthus microphyllus
- Aeschynanthus microtrichus
- Aeschynanthus miniaceus
- Aeschynanthus miniatus
- Aeschynanthus minutifolius
- Aeschynanthus mollis
- Aeschynanthus monetarius
- Aeschynanthus moningeriae
- Aeschynanthus montisucris
- Aeschynanthus musaensis
- Aeschynanthus myrtifolius
- Aeschynanthus nabirensis
- Aeschynanthus nervosus
- Aeschynanthus nummularius
- Aeschynanthus obconicus
- Aeschynanthus obovatus
- Aeschynanthus ovatus
- Aeschynanthus oxychlamys
- Aeschynanthus pachyanthus
- Aeschynanthus papuanus
- Aeschynanthus parasiticus
- Aeschynanthus parviflorus
- Aeschynanthus pedunculatus
- Aeschynanthus pergracilis
- Aeschynanthus perrottetii
- Aeschynanthus persimilis
- Aeschynanthus phaeotrichus
- Aeschynanthus philippinensis
- Aeschynanthus planipetiolatus
- Aeschynanthus podocarpus
- Aeschynanthus poilanei
- Aeschynanthus praelongus
- Aeschynanthus pseudohybridus
- Aeschynanthus pulcher
- Aeschynanthus pullei
- Aeschynanthus radicans
- Aeschynanthus rarus
- Aeschynanthus rhododendron
- Aeschynanthus rhodophyllus
- Aeschynanthus roseoflorus
- Aeschynanthus roseus
- Aeschynanthus sanguineus
- Aeschynanthus sinolongicalyx
- Aeschynanthus siphonanthus
- Aeschynanthus sojolianus
- Aeschynanthus solomonensis
- Aeschynanthus speciosus
- Aeschynanthus stenosepalus
- Aeschynanthus stenosiphon
- Aeschynanthus suborbiculatus
- Aeschynanthus superbus
- Aeschynanthus tenericaulis
- Aeschynanthus tengchungensis
- Aeschynanthus teysmannianus
- Aeschynanthus tirapensis
- Aeschynanthus torricellensis
- Aeschynanthus trichocalyx
- Aeschynanthus tricolor
- Aeschynanthus truncatus
- Aeschynanthus tubiflorus
- Aeschynanthus tubulosus
- Aeschynanthus wallichii
- Aeschynanthus wardii
- Aeschynanthus warianus
- Aeschynanthus verticillatus
- Aeschynanthus vinaceus
- Aeschynanthus viridiflorus
- Aeschynanthus volubilis
- Aeschynanthus zamboangensis

## Bildgalleri

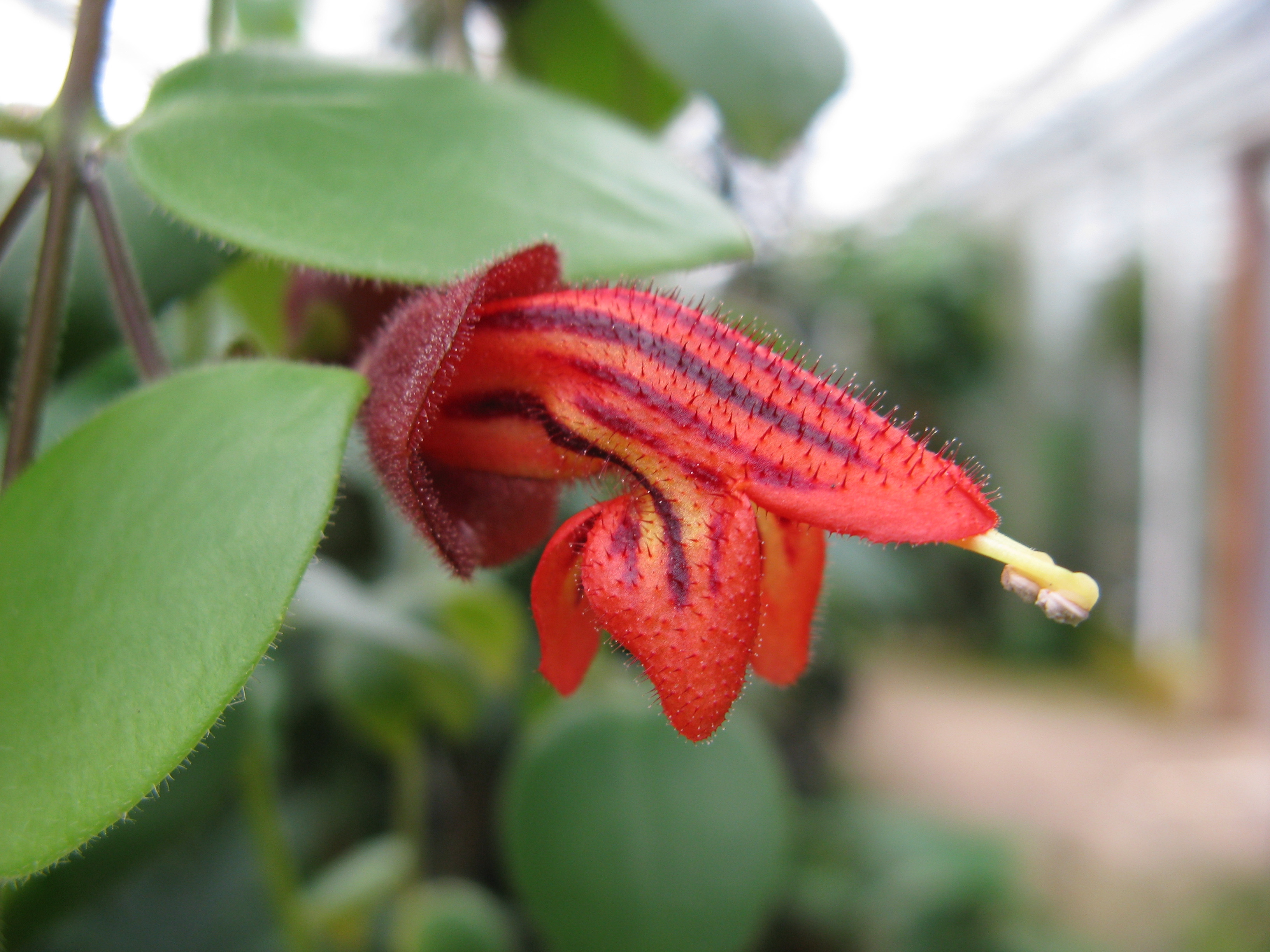
Färgfackla (A. tricolor)
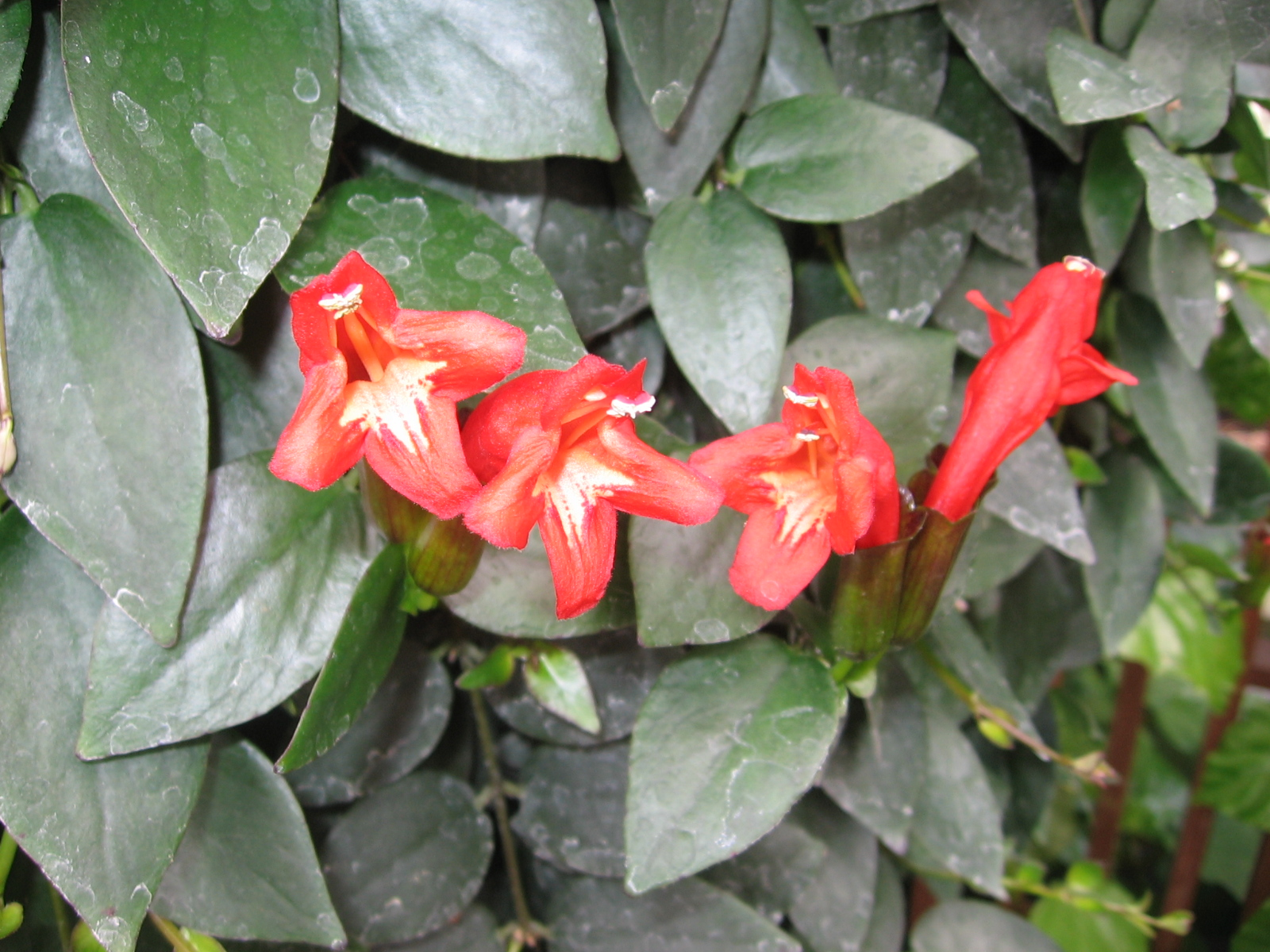
A. pulcher